# Catapausa basimaculata
Catapausa basimaculata är en skalbaggsart som beskrevs av Stefan von Breuning 1940. Catapausa basimaculata ingår i släktet Catapausa och familjen långhorningar. Inga underarter finns listade.